# Fredrik Horn
Fredrik Horn (ur. 8 czerwca 1916 w Kristianni, zm. 18 listopada 1997 w Oslo) – piłkarz norweski grający na pozycji obrońcy. W swojej karierze rozegrał 2 mecze w reprezentacji Norwegii.

## Kariera klubowa
W swojej karierze piłkarskiej Horn grał w klubie Lyn Fotball.

## Kariera reprezentacyjna
W reprezentacji Norwegii Horn zadebiutował 26 lipca 1936 w wygranym 4:3 towarzyskim meczu ze Szwecją, rozegranym w Sztokholmie. W 1936 roku zdobył brązowy medal na Igrzyskach Olimpijskich w Berlinie. W kadrze narodowej rozegrał 2 spotkania, oba w 1936 roku.